# Мао самоанський
Мао самоанський (Gymnomyza samoensis) — вид горобцеподібних птахів родини медолюбових (Meliphagidae). Ендемік архіпелагу Самоа.

## Опис
Довжина птаха становить 28–31 см. Голова чорна, верхня частина тіла і крила темно-оливково-зелені, гузхка жовтувато-коричнева. Під очима оливкові смуги. Дзьоб довгий, вигнутий, чорний у дорослих птахів і жовтуватий у пташенят і молодих птахів. Лапи чорні. У доровлих птахів світло-карі або блакитні очі, у молодих птахів очі карі. Голос гучний, нагадує свист і нявкання.

## Поширення і екологія
Самоанські мао мешкають на островах Уполу і Саваї. Раніше вони були поширені також на острові Тутуїла (Американське Самоа), однак, імовірно, вимерли. Самоанські мао живуть у вологих гірських і рівнинних тропічних лісах. Зустрічаються на висоті від 760 до 1500 м над рівнем моря.

## Поведінка
Самоанські мао гніздяться на деревах. В кладці одне біле яйце, поцятковане коричневими плямками. Інкубаційний період триває 19 днів, пташенята покидають гніздо на 21-22 день після вилуплення.

## Збереження
МСОП класифікує цей вид як такий, що перебуває під загрозою зникнення. За оцінками дослідників, популяція самоанських мао становить від 250 до 1000 птахів. Їм загрожує знищення природного середовища, а також інвазивні хижаки.